# Sydowia eucalypti
Sydowia eucalypti är en svampart som först beskrevs av Verwoerd & du Plessis, och fick sitt nu gällande namn av Crous 2003. Sydowia eucalypti ingår i släktet Sydowia och familjen Dothioraceae.   Inga underarter finns listade i Catalogue of Life.